# ترافیک پوست
ترافیک پوست (به انگلیسی: Skin Traffik) فیلمی محصول سال ۲۰۱۵ و به کارگردانی آرا پایایا است. در این فیلم بازیگرانی همچون میکی رورک، اریک رابرتس، داریل هانا، مایکل مدسن، جفری‌دیوید فاهی، آرا پایایا، گری دنیلز، تیم تامرسون، دامینیک سوین و آلن فورد ایفای نقش کرده‌اند.